# Gentianella andreae-mathewsii
Gentianella andreae-mathewsii là một loài thực vật có hoa trong họ Long đởm. Loài này được (Briq.) Zarucchi mô tả khoa học đầu tiên năm 1993.